# Зло під сонцем
«Зло під сонцем» (англ. Evil Under the Sun) - класичний детективний роман англійської письменниці Агати Крісті із серії творів про бельгійського детектива Еркюля Пуаро. Уперше опублікований в червні 1941 року видавництвом «Collins Crime Club» у Великій Британії.

## Сюжет
Дія роману розвертається в довоєнний час на південному-заході Англії в готелі «Веселий Роджер», розташованому на невеликому курортному острові в затоці Лезеркомб, з'єднаному з материком лише 1,5-кілометрової дамбою, що йде під воду під час приплива.
У центрі оповідання лежить розслідування таємничого вбивства театральної акторки Арлени Стюарт-Маршалл, яка відпочивала в «Веселому Роджері» разом зі своїм чоловіком і пасербицею. Назва роману пов'язана з тим, що вбивство відбувається на пляжі, а перед убивством багато постояльців готелю, включаючи Еркюля Пуаро, відчувають зло, що витає навколо.
Сам Еркюль Пуаро приїжджає на острів для того, щоб відпочити, і є звичайним постояльцем, завдяки чому стає не тільки свідком, але й учасником багатьох подій, що передували вбивству.
Як і в більшості інших творів А. Крісті, убивство супроводжується цілим рядом інших злочинів і провин головних героїв, що сильно заплутує слідство.
Разом з Еркюлем Пуаро, розслідування ведуть інспектор Колгейт і начальник поліції графства полковник Уестон.

## Екранізації
- 1982 — «Зло під сонцем» (фр. Evil Under the Sun), британський фільм, реж. Гай Гамільтон. У ролі Еркюля Пуаро — Пітер Устінов. Також у стрічці зайняті Діана Рігг, Меггі Сміт, Джейн Біркін, Джеймс Мейсон та інші.
- 2001 — «Зло під сонцем» (англ. Evil Under the Sun), повнометражний телефільм, перший епізод восьмого сезону британського серіалу «Пуаро Агати Крісті» з Девідом Суше у головній ролі.
- 2019 — «Дін Ден Донг» (фр. Ding Dingue Dong), повнометражний телефільм, 24 епізод другого сезону французького серіалу «Загадкові вбивства Агати Крісті».